# 睡蓮蚜
睡蓮蚜（学名：Rhopalosiphum nymphaeae）为常蚜科縊管蚜屬的一种蚜虫，又名莲缢管蚜。它主要寄生在桃、紫叶李、樱花等蔷薇科植物，以及莲、睡莲、慈姑等水生植物上，是这些植物的害虫之一。主要危害表现在植物幼茎、嫩叶、嫩叶叶柄和花蕾上，它们在这些部位繁殖为害，严重时会导致嫩叶、嫩茎失水萎蔫，花蕾脱落，严重影响植物的观赏性和经济价值。